# Kingsburg, Kalifornien
Kingsburg är en ort med en befolkning på 11 237 (2005) strax söder om Fresno i Fresno County, Kalifornien, USA.
Staden är grundad av svenska emigranter i slutet på 1890-talet. I Kingsburg finns mycket svenskt, bland annat dalahästar, pannkakor och lingonsylt. Sedan mer än 50 år ordnas den årliga "Sverigefestivalen", och i stadens sigill finns en dalahäst. I Kingsburg ligger också huvudkontoret för Sun Maid; världens största producent av russin och annan torkad frukt.